# 佐藤あつし (コメディアン)
佐藤 あつし（さとう あつし、1965年2月9日 - ）は、日本のコメディアン、歌手。本名、佐藤 淳（読み同じ）。
東京都出身。佐藤企画所属。一部「さとうあつし」名義で活動。
芸名の変遷：奈津あつし（なつあつし）→なつあつし→佐藤あつし

## 来歴・人物
少年時代より、奈津あつしの芸名で子役として活躍。1970年代中頃に放送された『マチャアキのガンバレ9時まで!!』に出演していた。修徳高等学校時代は、劇団ひまわり高等部に所属。1984年に自身含む高等部の13人で路上パフォーマンスグループ「時代錯誤」を結成。
当時流行していた「劇男一世風靡」のフォロワー的に、原宿の歩行者天国を中心に活動を始め、ルイードなどのライブハウスにも進出。
1985年にキャニオンレコード（現：ポニーキャニオン）から『幸運序曲〜大福星のテーマ〜』（映画『香港発活劇エクスプレス 大福星』主題歌）で歌手としてメジャーデビュー。

### ソロ活動 - AKIKO時代
その後はメンバー個々のTV出演、雑誌、ライブ活動に並行して行くが、1986年10月開始の萩本欽一が司会を務める番組『ドキド欽ちゃんスピリッツ』（TBSテレビ）にあつしが出演する頃にはメンバーが4人ほどまで減っており、グループとしての活動はここで終了となる。
元々芸人志望で、高校に行くより浅草のストリップ劇場で修行をしたいと考えていたあつしは、番組内で小柄ながらスピード感溢れるキレのある動きで人気者となる。
当時忍者の中村亘利、正木慎也と番組内での少年隊のパロディコントでユニット『おめで隊』を結成（当時、浅井企画に所属していた）。1987年『悲しきエクササイズ』でレコードデビューも果たす。同年3月の打ち切りとともに解散。
1989年に、時代錯誤メンバーだった河田貴一、伊勢浩二（後のBOOMER）と3人でコントグループ『AKIKO』を結成（当時の芸名「なつあつし」）。
お笑いブーム（お笑い第三世代）の最中、最後発組ながらコンテストやトーナメントで次々優勝を飾り、1991年に第6回NHK新人演芸大賞優秀賞を受賞。ブレイク寸前と注目され「第2のB21スペシャル」とも呼ばれるが、事務所のトラブルやメンバー間の軋轢などもあり、1992年春頃に解散。

### テレビから舞台中心へ
その後萩本が率いる欽ちゃん劇団に入り、浅草の「ロックンロック」で舞台中心に活動。傍ら、元CHA-CHAの松原ひとし(元・松原桃太郎)と1992年にコントコンビ『まんもす2』(まんもすまんもすと読む。欽ちゃんファミリーでは通常はタブーとされた下ネタを多用したコントを主に行っていた。)を経て、同じく欽ちゃん劇団の入山学と漫才コンビ『THEポンポコリン』を結成するものの、どちらも空中分解。
現在は、喜劇役者として舞台を中心に活動している。現在はさとうあつし名義でちょんまげワールド伊勢での活動が中心。

#### 茨城ゴールデンゴールズ
舞台活動の一方、2005年に事務所先輩である萩本の結成した社会人野球チーム茨城ゴールデンゴールズ（以下、GG）へ参加。マスコットという肩書で非公式試合に、萩本のマイクパフォーマンスの相方として活躍している（二塁手として出場したこともある）。なお、2007年までは胸・背中にスポンサーである人材派遣会社「シーケル」のロゴを入れたユニフォームを着用して登場していたが、2008年からは「小学五年生」（小学館の発行雑誌。以下、小五）がスポンサーについており、「小学五年生 佐藤」を登録名としていた。だが、2010年3月号（同年2月発売）をもっての休刊に伴い、「佐藤あつし」に変更。背番号も漢数字の「五」だった（背番号は小五の題字と同じ書体となっており、上のネーム部分にも小五の題字が入っていた。）が、5.5に変更された（背ネームも「ATSUSHI.S」に変更）。また、GGのユニフォームは、2010年よりデザインが変更されたが、佐藤のみ引き続き前年までのユニフォームを着用している。
2007年には、GGの選手である福井敬治とお笑いコンビを結成。8月25日に茨城県内で催されるお笑いイベントに出演した。なお、その様子は同年9月15日に『北斗晶の鬼嫁運動記者倶楽部』（広島ホームテレビローカル）で放送された。

##### 登録上のプロフィール
- 出身校 修徳高等学校
- 身長/体重 160kg/58kg
- 投打 右投右打

##### 背番号
- 五 （2008年 - 2009年）
- 5.5 （2010年 - ）

## 詳細情報
AKIKOでの出演については、AKIKO (お笑いトリオ)も参照。

### 出演番組
- マチャアキのガンバレ9時まで!!（日本テレビ、子役時代）
- ドキド欽ちゃんスピリッツ ※レギュラー（TBSテレビ、奈津あつし時代）
- 爆笑アイドル誕生!渋谷発!お笑い宇宙計画（NHK BS2）
- 花王ファミリースペシャル 永久保存版一芸名人特集（フジテレビ）
- キンさばっ!! -近所の裁き- ※レギュラー（三重テレビ、さとうあつし名義。同心役）

### 出演映画
いずれも、「奈津あつし」名義。
- ちょうちん（1987年、東映系公開。誠役）
- オルゴール（1989年、東映系公開。竹本役）

### 受賞歴
- 爆笑アイドル誕生!渋谷発!お笑い宇宙計画 小松政夫賞
- 大川興業主催 渋谷新人コンテスト 優勝、上半期MVP